# Лабрадор (полуостров)
Лабрадо́р (фр. péninsule du Labrador, англ. Labrador Peninsula) — полуостров на востоке Канады, включающий континентальную часть провинции Ньюфаундленд и Лабрадор и северные регионы провинции Квебек. Один из крупнейших полуостровов мира.

## Название
По одним источникам, полуостров получил название в честь португальского мореплавателя и исследователя Жуана Фернандеша Лаврадора, описавшего побережье Гренландии и северо-восточной Северной Америки в 1498 году. Согласно другим источникам, назван португальским мореплавателем Гашпаром Корте-Реалом в 1500 году «Терра-ду-Лаврадор» — «земля пахаря».

## География
Один из крупнейших полуостровов мира, простирающийся с юга на север от 50 с. ш. до 63 с. ш. Общая площадь — свыше 1,6 млн км² На полуострове располагаются регион Лабрадор — континентальная часть провинции Ньюфаундленд и Лабрадор — и регионы Сагеней — Озеро Сен-Жан, Кот-Нор, Север Квебека провинции Квебек. Полуостров омывается водами одноимённого моря на востоке, залива Святого Лаврентия на юге, Гудзонова пролива на севере и Гудзонова залива на западе. У берегов полуострова проходят несколько морских течений. Арктические воды — холодные и обладающие низкой солёностью — переносятся Восточно-Гренландским течением и через проливы между островами Канадского Арктического архипелага. Массив воды, переносимый через проливы архипелага, составляет основную часть вод Баффинова течения, с которым они либо направляются на запад в Гудзонов залив, либо на востоке превращаются в свою очередь в Лабрадорское течение. Воды Атлантического океана несёт Северо-Атлантическое течение. Северные и западные берега в основном низкие, местами шхерные. Восточное побережье высокое, фьордовое (некоторые бухты в длину достигают 100 м), на юге берега прямолинейные. Береговая линия на севере образует дополнительный крупный полуостров Унгава. Узости Гудзонова залива способствуют образованию высокой приливной волны, и в устье реки Фёй (Лиф) на полуострове Унгава разница уровня воды в отлив и прилив может достигать 60 футов (18 м).
Лабрадор, представляющий собой восточную оконечность Лаврентийской возвышенности, сложен докембрийскими породами (граниты, гнейсы, габбро). В геологическом отношении полуостров является частью Канадского щита. Поверхность холмистая, сохраняет следы четвертичного оледенения, почти на всей территории встречаются многолетнемёрзлые породы, с зоной сплошного распространения на севере. Восточная часть полуострова возвышенная (горы Торнгат, наивысшей точкой является гора Д’Ибервиль (Кобвик) высотой 1652 м). Центр полуострова занимает Озёрное плато с высотами от 500 до 800 м. Реки несудоходные, в том числе из-за обилия порогов, образуют водопады с крутых берегов в местах впадения в море. Самая крупная река — Черчилл, другие значительные реки — Коксоак, Арно, Ла-Гранд, Фёй, Джордж, Гранд-Бален, Птит-Бален, Бален, Повунгкитук, Наташкуан, Напетипи. На территории полуострова много озёр (в том числе Мистассини и Смолвуд), болот.

### Климат
Климат варьирует от субарктического до умеренного, испытывая сильное влияние Северного Ледовитого океана и Лабрадорского течения. В северо-западной части полуострова средние температуры в январе составляют −28 °С, в юго-восточной −12 °С; средняя температура июля на севере Лабрадора — 7 °С, на юге — 18 °С. Годовая норма осадков — 250 мм в год на севере и 1200 мм на юге.

## Живая природа
На полуострове соседствуют зоны тундры (среднегодовые температуры −3…0 °C), хвойных лесов (-1…3 °C) и смешанных лесов (1…4 °C). В мохово-кустарничковых тундрах, занимающих северные регионы Лабрадора, обильно произрастает ягель, что обеспечивает хорошие условия для выпаса оленей. Центральную часть характеризуют лесотундра и редкостойные леса, формируемые хвойными деревьями, и ещё южнее находится узкая полоса тайги. В таёжных лесах произрастают ель сизая, ель чёрная, пихта бальзамическая, лиственница американская, сосна Банкса, туя западная; распространены также лиственные деревья — берёза бумажная, тополь осинообразный и тополь бальзамический. На границе между канадской тайгой и лесными массивами Великих озёр и реки Святого Лаврентия произрастают сосна веймутова и берёза аллеганская.
Северные регионы полуострова Лабрадор и омывающие их арктические воды характеризуются большим разнообразием млекопитающих (включая китов, тюленей и моржей). Акватория, питаемая атлантческими течениями, напротив, богата рыбой. Особенно распространена в заливе Святого Лаврентия и вдоль восточного побережья полуострова атлантическая треска; дальше на север её сменяют гренландская треска (Gadus ogac), чёрный палтус (Reinhardtius hippoglossoides), мойва и арктический голец. В этих широтах также встречается гренландская полярная акула.
На северо-востоке полуострова расположен национальный парк Торнгат-Маунтинс.

## Экономика
Населено главным образом побережье. Основные населённые пункты — Лабрадор-Сити (Ньюфаундленд и Лабрадор), Сет-Иль, Шеффервилл (оба — Квебек).
Ведётся добыча железной руды. С севера на юг пролегает одна из крупнейших в мире рудоносных зон. Развито использование гидроэлектрических ресурсов: крупные ГЭС построены на реках Черчилл, Ла-Гранд с притоками, Маникуаган и Утард.
Пушной (куница, лисица, рысь, ондатра) и рыбный промыслы. Охота на моржей и тюленей играет важную роль в поддержании традиционного образа жизни коренных народов полуострова.

## История
Коренные народы полуострова Лабрадор включают инуитов и инну, или монтанье-наскапи. Первые населяют северные районы Лабрадора; вторые в свою очередь делятся на «народы пустынных земель», проживающие в северной тундре, и монтанье (фр. Montagnais — буквально «горцы»), населяющих леса на юге полуострова. Культура инну построена вокруг традиций охоты на северных оленей (карибу).
Существует вероятность, что команда Лейфа Эрикссона, пересекавшая море Лабрадор в 1000 г. н. э., не только наблюдала берега полуострова, но и высаживалась на нём. В 1500 году побережья острова почти достигли португальцы Гашпар и Мигел Корте-Реалы, перед этим обследовавшие богатые рыбой банки рядом с Ньюфаундлендом. Первыми европейцами в Заливе Святого Лаврентия стали моряки Жака Картье в 1534 году. В 1602 году Гудзонова пролива, омывающего полуостров с севера, достиг капитан Джордж Уэймут на судне Discovery; к концу десятилетия за ним последовали ещё две экспедиции. Из экспедиций, достигших Гудзонова залива к западу от полуострова, важную роль играла экспедиция 1818 года под командованием Парри, в ходе которой были впервые сделаны замеры температуры глубинных вод.
На право обладания полуостровом поочерёдно претендовали Франция и Англия, а позже британские североамериканские колонии — Ньюфаундленд и Нижняя Канада (ныне Квебек). Контур границы между Квебеком и Лабрадором общей протяжённостью свыше 3500 км установлен решением Тайного совета Великобритании от 1922 года и подтверждён при вступлении Ньюфаундленда и Лабрадора в Канаду в 1947 году.

## Полуостров в культуре
У Вячеслава Бутусова есть песня «Гибралтар-Лабрадор», записанная для проекта Бориса Гребенщикова «Террариум» на стихи Джорджа Гуницкого, которая вошла в саундтрек к фильму Алексея Балабанова «Брат-2».
В романе Джона Уиндема «Куколки» события происходят на постапокалиптическом Лабрадоре.